# Alexandra Silk
Alexandra Silk (Long Island, Nueva York, 19 de septiembre de 1963) es una actriz, directora de cine pornográfico y modelo erótica estadounidense.

## Biografía
Silk, luego de haberse graduado de la Universidad Estatal de Nueva York, comenzó su carrera como bailarina exótica en Las Vegas, Nevada. Durante ese período de tiempo conoció a la actriz Jenna Jameson, quien le dio una guía de como entrar a la industria pornográfica. Silk se mudó a Hollywood, California, donde conoció al actor Ron Jeremy, quien la introdujo y presentó a sus nuevos directores y productores.
Durante el transcurso de su carrera, ella se casó con el actor Luc Wylder.
Además de participar en más de 500 películas para adultos, también ha aparecido en videos musicales, películas populares y programas televisivos. Además de sus apariciones en pantalla, también posó en revistas como Playboy, Vogue y Maxim. Participó en la telenovela Sex Court, de PlayboyTV, como Bailiff Silk.

## Premios

### Ganados
- 2008 AVN Hall of Fame[7]

### Nominaciones
- 1999 XRCO Award – Unsung Siren[8]

- 2000 AVN Female Performer of the Year[9]

- 2002 AVN Best Anal Sex Scene – Film for Taken (con Herschel Savage)[10]

- 2004 AVN Best Actress – Video para Stud Hunters[11]